# Lutz Richter-Bernburg

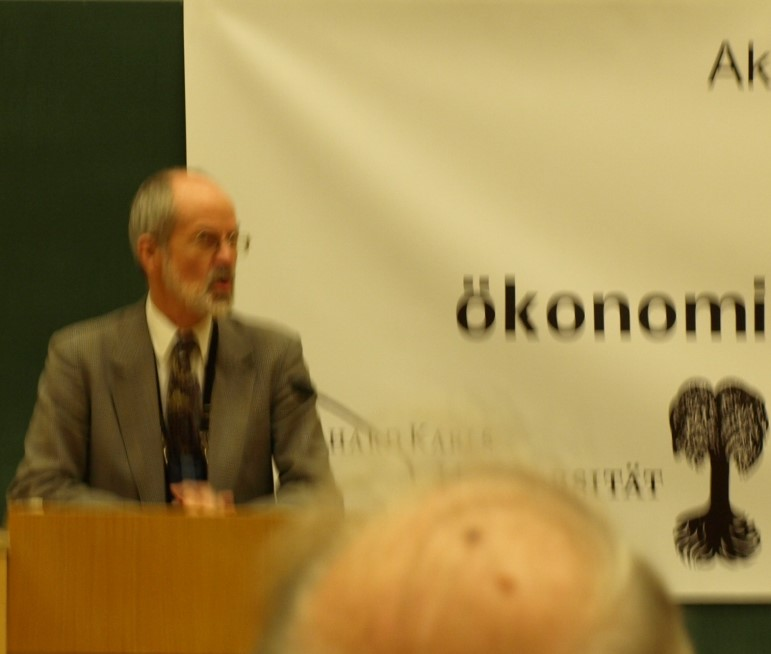
Lutz Richter-Bernburg beim Vortrag über Islamische Globalisierung (2008)

Lutz Richter-Bernburg (* 1945 in Berlin) ist Islamwissenschaftler und war von 2008 bis zum Eintritt in den Ruhestand (1. Oktober 2010) Direktor der Abteilung  Orient- und Islamwissenschaft im Asien-Orient-Institut (AOI) an der Universität Tübingen. 
In der Vergangenheit hatte Richter-Bernburg auch diverse Stellen und Gastprofessuren in anderen Städten inne, so z. B. in Göttingen, an der Freien Universität Berlin, University of California, Los Angeles (UCLA), Aleppo, Kairo, Leipzig, Bonn und New York, ehe er 2000 als Professor an seinen ersten Studienort Tübingen (neben Hamburg und Göttingen) zurückkehrte.
Er ist der Sohn des ebenfalls bekannten Geologie-Professors Richter, der sich einst zur besseren Unterscheidung von seinen Kollegen den Namen seines Spezialgebietes bzw. seiner Spezialregion anhängte. Der Doppelname Richter-Bernburg hat also keine ehenamensrechtlichen Gründe.
Lutz Richter-Bernburg promovierte 1969 in Islamwissenschaft, Semitistik und Griechischer Philologie. Neben ausführlichen historischen und literarischen Forschungen hat Richter-Bernburg auch drei Jahre in Ägypten gelebt und beschäftigte sich in den letzten Jahren u. a. mit Menschenrechtsdiskursen zeitgenössischer Muslime.   
Zurzeit arbeitet Richter-Bernburg zum persischen ismailitischen Gelehrten  Naser-e Khosrou, zum Historiker al-Ya´qûbî und zum hispano-arabischen Reisenden Ibrâhîm b. Ya´qûb. 

## Schriften (Auswahl)
- Eine Arabische Version der pseudogalenischen Schrift "De Theriaca ad Pisonem". Dissertation Universität Göttingen 1969.
- Persian medical manuscripts at the University of California, Los Angeles. A descriptive catalogue. Undena-Publ, Malibu 1978.
- Der syrische Blitz.Saladins Sekretär zwischen Selbstdarstellung und Geschichtsschreibung (= Beiruter Texte und Studien, Bd. 52). Steiner, Stuttgart 1998, ISBN 3-515-05721-8.
- (zus. mit Peter Pawelka): Religion, Kultur und Politik im Vorderen Orient. Die islamische Welt im Zeichen der Globalisierung. Verl. f. Sozialwiss., Wiesbaden 2004, ISBN 978-3-531-14098-8.
- (als Mit-Hrsg.): 1001 distortions. How (not) to narrate history of science, medicine, and technology in non-Western cultures. Ergon-Verlag, Würzburg 2016, ISBN 978-3-95650-169-2.